# Cos de Fàbriques de Teixits i Filats de Cotó
El Cos de Fàbriques de Teixits i Filats de Cotó és una organització d'industrials cotoners catalans fundada el 1799. El 1822 va presidir l'entitat Erasme de Janer. És considerada una entitat de rellevància en la indústria catalana.

## Història
A principis del segle xix, la junta de comerç va impedir que s'aprovessin els estatuts i es va haver d'aliar amb l'antiga Companyia de Filats de Cotó. Anys més tard, el 1820, va liderar la fusió dels tres rams del cotó i va esdevenir la Comissió de Fàbriques de Filats, Teixits i Estampats de Cotó.
El Cos de Fàbriques no va ser reconeguda pel govern constitucional, però sí el de les autoritats catalanes.
El 1826, Magí Coromines va reorganitzar l'entitat, cosa que va facilitar l'aprovació del govern de Ferran VII. S'ha atribuït que Ferran VII tenia interès a relacionar-se amb els liberals catalans de caràcter moderat. Tingué com a col·laboradors Bonaventura Carles Aribau, Eudald Jaumandreu i Pascual Madoz. El 1847 la comissió va integrar altres activitats industrials i va adoptar el nom de Junta de Fàbriques.